# Габдюково
Габдю́ково (баш. Ғәбдүк) — село в Белорецком районе Башкортостана России, относится к Зуяковскому сельсовету.

## Географическое положение
Находится на берегу реки Инзер.
Расстояние до:
- районного центра (Белорецк): 158 км,
- центра сельсовета (Зуяково): 8 км,
- ближайшего ж.-д. остановочного пункта (ост. пункт 73 км): 1 км.

## История
Первое упоминание о селе датируется 1795 годом. Село было названо в честь сына Кулман бия Габдюка.

## Население
| 2002 | 2009 | 2010 |
| ---- | ---- | ---- |
| 461  | ↗518 | ↗558 |

Согласно переписи 2002 года, преобладающая национальность — башкиры (99 %).

## Религия
В селе есть мечеть.